# 花の森・天神山ガーデン
花の森・天神山ガーデン（はなのもり・てんじんやまガーデン）は、富山県魚津市小川寺1070番地にある庭園である。運営主体は魚津商工会議所。

## 概要
当庭園は1998年から栽培整備してきた自然植物園『ボタン園』が前身である。動植物園は隠れた花の名所として市内外に訪れる人が増えていたため、同施設を存続させるため、魚津市内の有志により2010年3月8日に『花の森・天神山ガーデン』が設立された。同年3月21日より園内の整備が始まり、2011年5月1日には休憩スペースとなる県産材による4畳半のあずまやが完成するなど、施設の充実が図られた。
敷地面積は約6,000m2で、市の管理している桜の園を含めると約9,000m2となる。同敷地には、ボタン1,400株。シャクヤク1,200株、シャクナゲ1,500株が栽培されている他、かつての管理者が品種改良に取り組んだことで、希少な品種のボタンやシャクヤクの他、野生のままの姿を残したササユリも目にすることができる。運営はボランティア活動を主体としており、冬季期間を除く4月 - 12月の第1・第3日曜日を主なボランティア活動日としている。

## 花の見頃
出典→
- スイセン：3月中旬 - 4月中旬。
- ハナモモ、ボタン：4月中旬。
- シャクヤク：4月下旬 - 6月中旬。

## 交通アクセス
出典→
- E8北陸自動車道魚津ICより車で15分。
- あいの風とやま鉄道線魚津駅より車で10分。
- 魚津市民バス天神ルート、魚津歴史民俗博物館口下車。

駐車場は88台分を完備（隣接の天神山野球場と共用）。